# Lomtjärnen (Gnarps socken, Hälsingland)
Lomtjärnen är en sjö i Nordanstigs kommun i Hälsingland och ingår i Gnarpsåns huvudavrinningsområde.